# Eyburie
Eyburie település Franciaországban, Corrèze megyében. Lakosainak száma 488 fő (2022. január 1.). Eyburie Chamboulive, Condat-sur-Ganaveix, Espartignac, Le Lonzac, Meilhards, Peyrissac, Pierrefitte és Uzerche községekkel határos.

## Népesség
A település népességének változása:
| Lakosok száma | 629  | 539  | 528  | 485  | 470  | 492  | 497  | 493  | 491  | 488  |
|               | 1968 | 1982 | 1990 | 2006 | 2013 | 2015 | 2017 | 2019 | 2020 | 2022 |